# شهرستان بوگابا
شهرستان بوگابا (به اسپانیایی: Distrito de Bugaba) یک منطقهٔ مسکونی در پاناما است که در استان چیریکی واقع شده‌است. شهرستان بوگابا ۸۸۴ کیلومتر مربع مساحت و ۶۸٬۵۷۰ نفر جمعیت دارد.